# جورجيون إيرانيون
الجورجيون الإيرانيون أو الجورجيون الفرس (بالجورجية: ირანის ქართველები) (بالفارسية: گرجی‌های ایران) هم مواطنون إيرانيون من أصل جورجي، وهم مجموعة عرقية تعيش في إيران. كانت جورجيا الحالية تابعة لإيران في العصور القديمة تحت حكم الإمبراطوريتين الأخمينية والساسانية ومن القرن السادس عشر حتى أوائل القرن التاسع عشر، بدءًا من حكم الصفويين ثم القاجاريين في وقت لاحق. قام الشاه عباس الأول، وخلفاؤه، وسابقوه، بنقل مئات الآلاف من الجورجيين المسيحيين واليهود بالقوة كجزء من برامجه للحد من قوة القيزلباش، وتطوير الاقتصاد الصناعي، وتعزيز الجيش، وإعمار المدن المبنية حديثًا في أماكن مختلفة في إيران بما في ذلك محافظات أصفهان (فريدان، وفريدون شهر، وبوين مياندشت)، ومازندران وخوزستان. كما هاجر عدد معين من هؤلاء، ومن بينهم أعضاء من النبلاء، طواعية على مر القرون،  فضلاً عن بعض الذين انتقلوا كمهاجرين في القرن التاسع عشر إلى إيران، بعد الغزو الروسي للقوقاز.  احتفظ المجتمع الجورجي في فريدونشهر بهويته الجورجية المميزة حتى يومنا هذا، على الرغم من تبني جوانب معينة من الثقافة الإيرانية مثل اللغة الفارسية.